# 定永閃石
定永閃石 (さだながせんせき、Sadanagaite) とは、鉱物（ケイ酸塩鉱物）の1つ。結晶系は単斜晶系。化学組成は [Na][Ca2][Mg3Al2](Al3Si5O22)(OH)2。

## 成分・種類
定永閃石は、13種類が属する定永閃石グループの鉱物で、定永閃石の種はこの組成を定義としている。マンガンが不純物として含まれる事がある。
定永閃石グループの鉱物の基本的な組成式は [A][Ca2][M12+3M23+2](Al3Si5O22)W2 であり、2012年の改訂に基づく定義では、定永閃石はAにナトリウム、M1にマグネシウム、M2にアルミニウム、Wに水酸基を含むものである。

## 産出地
- 岐阜県揖斐川町春日鉱山（原産地）
- 岐阜県恵那市河合鉱山
- ミャンマーマンダレー管区モーゴウ
- ロシアウラル管区Ilmen Natural Reserve[1]

## 性質・特徴
定永閃石は、他の定永閃石グループの鉱物と見かけによる区別はできない。多くは黒色から黒茶色の短柱状の結晶として産出する。

## サイド・ストーリー
定永閃石は、岐阜県揖斐川町にある春日鉱山で発見された新鉱物である。坂野靖行らによって同じく春日鉱山の新鉱物であるソーダ金雲母 (Aspidolite) と共に発見され、2003年に独立種として承認された。名称は東京大学の定永両一に因んでいる。また、グループ名の基本となっている。
定永閃石は、発見時の登録された名称は苦土定永閃石 (Magnesiosadanagaite) である。これは1997年の角閃石グループの改訂に基づく名称である。現在の定永閃石の名称は2012年の改訂に基づいたものである。元々、定永閃石という名称は、1980年に島崎英彦らによって発見されて命名され、1984年に承認された、現在のカリ第一鉄定永閃石 (Potassic-ferro-sadanagaite) に付けられていた名称である。1997年の改訂では、定永閃石の名称は現在の第一鉄定永閃石 (Ferro-sadanagaite) に使われていた。したがって、現在の定永閃石は、定永閃石グループで最初に発見された定永閃石とは異なる鉱物種である。現在の定永閃石は、定永閃石グループの中で4番目に発見された鉱物である。このように2度の変更があり、名称が重複して使われているため、定永閃石グループの鉱物の名称には注意が必要である。なお、苦土定永閃石という名称は、マグネシウムを主とするものに付けられたが、現在はマグネシウムを主とするものを定永閃石と定義しているため、使われることはない。
| 2012年以降                                    | 1997年 - 2012年                               | 1997年以前                      |
| --------------------------------------------- | --------------------------------------------- | ------------------------------- |
| 定永閃石 Sadanagaite                          | 苦土定永閃石 Magnesiosadanagaite              |                                 |
| カリ定永閃石 Potassic-sadanagaite             | カリ苦土定永閃石 Potassic-magnesiosadanagaite | 苦土定永閃石 Magnesioadanagaite |
| 第一鉄定永閃石 Ferro-sadanagaite              | 定永閃石 Sadanagaite                          |                                 |
| カリ第一鉄定永閃石 Potassic-ferro-sadanagaite | カリ定永閃石 Potassic-sadanagaite             | 定永閃石 Sadanagaite            |